# Angelo, amore mio
Angelo, amore mio è un film del 1983 scritto, diretto e prodotto da Robert Duvall al suo esordio alla regia di un lungometraggio.